# Pollimyrus castelnaui
Pollimyrus castelnaui és una espècie del gènere Pollimyrus de la família Mormyridae present en diverses conques hidrogràfiques a l'est d'Àfrica, entre elles els rius Zambezi i Okavango. És nativa d'Angola, Botswana, Malawi, Moçambic, Namíbia, Tanzània, Zàmbia, Zimbàbue i la República Democràtica del Congo. Pot arribar a una grandària aproximada de 70 cm.
Respecte a l'estat de conservació, es pot indicar que d'acord amb la UICN, aquesta espècie pot catalogar-se en la categoria «risc mínim (LC)».